# Donald Stellwag
Donald Stellwag (* 1957 in Fuchsstadt, Unterfranken) ist das Opfer eines in Deutschland geschehenen Justizirrtums. Vor seiner Festnahme lebte er in Lauf an der Pegnitz und saß wegen eines am 19. Dezember 1991 in Nürnberg verübten Bankraubes mit Geiselnahme, der ihm angelastet wurde, mehrere Jahre unschuldig im Gefängnis.

## Leben bis 1992
Donald Stellwag ist Sohn eines zeitweise in der Bundesrepublik  stationierten US-Soldaten und einer Deutschen. Nachdem die Mutter gestorben und der Vater in die USA zurückgekehrt war, wuchs er bei seiner Großmutter auf. Nach der Schule begann er eine kaufmännische Lehre, brach diese jedoch ab. Danach arbeitete Stellwag als Gehilfe in einem Maler- und Gerüstbaubetrieb. Mit einer Firma für Gerüstbau und Montage machte er sich 1979 selbständig, ging aber bald in Konkurs. Seitdem kam er immer wieder mit dem Gesetz in Konflikt, wurde wegen Betrugs, Erpressung sowie Handels mit Betäubungsmitteln verurteilt und zweimal inhaftiert. Nach der Wende leitete er eine Drückerkolonne, deren Mitglieder in den Neuen Bundesländern Abonnenten für westdeutsche Zeitschriften anwarben. Seit den 80er Jahren leidet Donald Stellwag unter Tumoren an der Hypophyse. Dadurch nahm er stark an Körpergewicht zu.

## Ermittlungen und Verurteilung
Nachdem am 10. April 1992 in der ZDF-Fernsehsendung Aktenzeichen XY … ungelöst ein von der Überwachungskamera am Tatort gemachtes Foto des Räubers gezeigt worden war, zeigte ein Polizeibeamter, der ihn flüchtig kannte, Stellwag als möglichen Täter an. Weil dieser dem wirklichen Täter im Gesicht und in der Statur ähnelte (beide waren sehr groß und deutlich übergewichtig), identifizierten auch die Tatzeugen Stellwag als vermeintlichen Räuber, sodass er im Februar 1993 unter dringendem Tatverdacht in Untersuchungshaft kam. Ausschlaggebend für seine Verurteilung im Jahr 1995 war ein anthropologisches Identitätsgutachten des Sachverständigen Cornelius Schott. Dieser meinte, Donald Stellwag auf dem Foto anhand seiner Ohren als Täter identifizieren zu können. Trotz der Aussage von acht Personen, die bezeugen konnten, dass sich Stellwag zum Zeitpunkt der Tat etwa 350 Kilometer vom Tatort entfernt in Sachsen aufgehalten hatte, und obwohl nirgends ein Fingerabdruck von ihm zu finden war, wurde er aufgrund dieses Gutachtens zu einer Freiheitsstrafe von acht Jahren verurteilt, von denen er sechs Jahre verbüßte. Die Staatsanwaltschaft hatte wegen der vermeintlichen Uneinsichtigkeit des Angeklagten die für das Delikt gesetzlich vorgesehene Höchststrafe von 15 Jahren gefordert. In das Urteil flossen auch Betrugsdelikte ein, welche Stellwag eingeräumt hatte.

## Haftzeit und nachträglicher Freispruch
Als „Tatleugner“ wurde Donald Stellwag eine besonders strenge Form des Strafvollzugs zuteil. Die ersten sechs Jahre musste er in Einzelhaft verbringen, man verwehrte ihm soziale Betätigungen und eine Berufstätigkeit innerhalb der Haftanstalt. Auch eine vorzeitige Haftentlassung auf Bewährung kam nicht in Frage, da er als Voraussetzung dafür ein Geständnis ablegen und sich mit seiner „Schuld“ hätte identifizieren müssen.
Stellwag wurde am 14. Februar 2001 aus der Haft entlassen. Wenige Wochen später nahm die Polizei den wirklichen Täter, einen Stuttgarter namens Frank Michael G., fest. Zwischenzeitlich war gegen Stellwag wegen eines weiteren Banküberfalls ermittelt worden, den er während der Haftzeit begangen haben sollte, obwohl er die Justizvollzugsanstalt Straubing zu diesem Zeitpunkt nachweislich nicht verlassen hatte. Auch diesen Raub konnte man Frank Michael G. zuordnen. Er gestand beide Taten und wurde für diese und weitere Überfälle zu einer Freiheitsstrafe von elfeinhalb Jahren verurteilt. Vor Gericht entschuldigte er sich öffentlich bei Stellwag und gab an, von der Verurteilung des Unschuldigen nichts gewusst zu haben.
Donald Stellwag, der von Demütigungen durch Mitgefangene berichtete, während der Haftzeit an einem Gehirntumor litt und an Diabetes erkrankte, ist seit seiner Entlassung erwerbsunfähig. Nach dem Freispruch im Wiederaufnahmeverfahren wurde ihm eine Haftentschädigung von etwa 60.000 DM (20 Mark pro Hafttag) gewährt, von denen er aber nur rund 39.000 DM ausgezahlt bekam. Der Rest wurde für die Verköstigung in der Justizvollzugsanstalt abgezogen.

## Nachwirkungen des Falls
Stellwag hat als soziales Engagement seit 2001 einen Buchverleih für Strafgefangene aufgebaut. Nach eigenen Angaben haben ihm vor allem Lesen und Schreiben geholfen, die Jahre im Gefängnis zu ertragen.
Der Fall stieß auf ein großes Medieninteresse. Im April 2002 zeigte das WDR-Fernsehen einen Dokumentarfilm darüber. Auch die vom Südwestrundfunk produzierte Dokumentation Unschuldig im Knast berichtet ausführlich über den Justizirrtum. Stellwag sagt darin, er halte es für skandalös, dass Schott noch immer als Gutachter tätig sein dürfe und dadurch, so Stellwag wörtlich, „noch immer ein immenses Geld verdient, auf Kosten von Menschen, die unschuldig sind“. Im Mai 2005 trat Donald Stellwag zusammen mit seinem Rechtsanwalt Erich Bäckerling in der ARD-Talkshow Menschen bei Maischberger auf, am 11. Oktober 2007 bei Johannes B. Kerner im ZDF. An der Sendung vom 14. April 2009, die unter der Überschrift „Justizirrtümer und Justizopfer“ stand, nahm er ebenfalls teil. Dort war auch der Richter anwesend, der das Fehlurteil gesprochen hatte. Dieser erklärte, dass er sich nicht entschuldigen würde, denn er habe keine Schuld auf sich geladen. 
Neben Donald Stellwag wurden noch zwei weitere Personen aufgrund von Schott-Gutachten unschuldig verurteilt, darunter eine Krankenschwester, die wegen angeblichen Scheckkartenbetrugs 1996 eine Bewährungsstrafe von einem Jahr erhielt und 2000 wegen erwiesener Unschuld nachträglich freigesprochen wurde.
Das Oberlandesgericht Frankfurt am Main (Az. 19 U 8/2007) verurteilte Cornelius Schott am 2. Oktober 2007 zu einer Schmerzensgeldzahlung in Höhe von 150.000 Euro an Donald Stellwag. Dabei handelt es sich um den ersten Fall in Deutschland, bei dem ein Sachverständiger für ein fehlerhaftes Gerichtsgutachten zivilrechtlich haftbar gemacht wurde. Stellwag kündigte an, mit dem Geld eine „Gesellschaft unschuldig verurteilter Opfer (GUVO)“ gründen zu wollen. Umgesetzt wurde das Vorhaben bis heute jedoch nicht.

## Mögliche Verwicklung in einen Goldraub und einen Uhren-Betrug
Nach seiner Haftentlassung war Donald Stellwag ins Schmuck- und Uhrengeschäft eingestiegen und dabei als Geschäftsmann unter dem Pseudonym Harald Steinbach tätig. In diesem Zusammenhang geriet er unter Verdacht, sich als Informant wegen Tatbeteiligung an einem Goldraub strafbar gemacht zu haben. Am 15. Dezember 2009 überfielen mehrere Täter einen Goldtransporter auf der Bundesautobahn 81. Stellwag soll einen Mitarbeiter des Beraubten vorher ausgehorcht und das so erworbene Wissen an die Täter weitergegeben haben.
Am 9. Juni 2010 wurde er festgenommen, aus gesundheitlichen Gründen aber noch am selben Tag wieder freigelassen. Das Landgericht Stuttgart trennte das Verfahren gegen ihn von dem gegen die übrigen Tatbeteiligten ab. Der als ein Täter verurteilte Rapper Xatar bezichtigte Donald Stellwag in seiner Aussage, Drahtzieher des Überfalls gewesen zu sein. Letztendlich kam das Gericht zu der Überzeugung, dass die Goldräuber den entscheidenden Tipp von Stellwag bekommen hatten. Verurteilt wurde er allerdings nie, da ein gerichtlich beauftragter Gutachter zu dem Ergebnis kam, dass der mehr als 200 Kilogramm wiegende und schwerkranke Mann dauerhaft sowohl haft- als auch verhandlungsunfähig ist.
Seit 2015 wird erneut gegen Stellwag ermittelt, diesmal wegen Betrugs. Ein Schmuckhändler aus seiner Nachbarschaft hatte einem Schweizer Geschäftsmann gegen eine Summe von 300.000 Euro die Lieferung von 14.700 Uhrwerken versprochen. Diese kamen jedoch nie an. Der deshalb Angeklagte behauptete, er habe nur seinen Namen und sein Firmenkonto für das Geschäft hergegeben, Donald Stellwag hingegen habe alles eingefädelt. Nach seiner Aussage soll es der „korpulente Nachbar“ (also Stellwag) gewesen sein, der dem Schweizer Uhrenhändler mehr als 300.000 Euro mit einem Betrugsgeschäft aus der Tasche gezogen hat. Das Geld habe Donald Stellwag in bar kassiert. Dieser war 2015 untergetaucht und für die Staatsanwaltschaft nicht auffindbar. Über seinen Anwalt Manfred Neder stritt er jede Beteiligung an dem Goldraub und dem Uhren-Betrug ab. Drei Jahre später beteuerte Stellwag erneut seine Unschuld. Die jeweiligen Täter hätten ihn zum Bauernopfer gemacht.

## Verfilmungen
Stellwags Geschichte ist Gegenstand des Dokumentarfilms Big Mäck – Gangster und Gold von 2023.